# Trichocyclus kokata
Trichocyclus kokata is een spinnensoort uit de familie trilspinnen (Pholcidae). De soort komt voor in Zuid-Australië.